# 八代真吾
八代 真吾（やしろ しんご、1983年2月26日 - ）は、日本の俳優。秋田県出身。エースエージェント所属。

## 出演

### テレビドラマ
- ごくせん 第1シリーズ
- Cafe吉祥寺で
- ギラギラ
- 風魔の小次郎
- 特捜刑事・遠山怜子1（2003年） - 小山武秀 役
- 土曜ドラマスペシャル「使命と魂のリミット」（2011年11月5日・12日、NHK） - 星野稔 役
- 三毛猫ホームズの推理 第7話（2012年5月26日、日本テレビ） - 大家啓介 役
- 孤独のグルメ Season2 第12話 （2012年12月26日、テレビ東京）- カウンター客(2) 役
- 土曜ワイド劇場「温泉若おかみの殺人推理26」（2013年8月24日、テレビ朝日） - 八木貴文 役
- 出入禁止の女〜事件記者クロガネ〜 第1話（2015年1月15日、テレビ朝日） - 栗原誠 役

ほか